# مرقد السيد غلام رسول
مرقد السيد غلام رسول (بالفارسية: امامزاده سید غلامرسول) هو مرقد شيعي تاريخي يعود إلى الدولة التيمورية، ويقع في جابهار.